# Come Shop wit Me
Albums de Young Jeezy
Thuggin' Under the Influence (T.U.I.)
(2001) Let's Get It: Thug Motivation 101
(2005)
Come Shop wit Me est le deuxième album indépendant de Young Jeezy, sorti le 14 octobre 2003.

## Liste des titres

### Disque 1
| No  | Titre                                         | Durée      |
| --- | --------------------------------------------- | ---------- |
| 1.  | Can U Smell                                   | 3 min 41 s |
| 2.  | We Can Play the Game (featuring 11/29)        | 3 min 58 s |
| 3.  | 22's or Better                                | 3 min 28 s |
| 4.  | Ain't I                                       | 3 min 57 s |
| 5.  | Let Me Hit Dat (featuring FiDank)             | 3 min 54 s |
| 6.  | Take It to the Floor (featuring Bone Crusher) | 4 min 34 s |
| 7.  | Gangsta Walkin' (featuring Dank)              | 3 min 38 s |
| 8.  | Put the Whip On It                            | 4 min 19 s |
| 9.  | Mel Man Speaks                                | 18 s       |
| 10. | Put the Whip On It (Pt. 2)                    | 2 min 43 s |
| 11. | Haters (featuring Lil Jon et 11/29)           | 4 min 22 s |
| 12. | G.A. (featuring Pastor Troy et Shawty Redd)   | 3 min 51 s |

### Disque 2
| No  | Titre                                     | Durée      |
| --- | ----------------------------------------- | ---------- |
| 1.  | Real Talk                                 | 43 s       |
| 2.  | Come Shop Wit Me                          | 3 min 19 s |
| 3.  | Ain't Nothin' Like                        | 4 min 27 s |
| 4.  | Thug Ya (featuring Oobie)                 | 3 min 57 s |
| 5.  | I'm a Gangsta (featuring Kinky)           | 3 min 17 s |
| 6.  | Bananas                                   | 3 min 52 s |
| 7.  | 2 Nite (featuring Cutty Cartel)           | 4 min 23 s |
| 8.  | That's What's Up                          | 4 min 19 s |
| 9.  | I Ride (featuring Kinky)                  | 4 min 26 s |
| 10. | Rainy Days                                | 5 min 02 s |
| 11. | Gold Mouth Speaks                         | 13 s       |
| 12. | The Game (featuring Lil C et Sunny Spoon) | 4 min 26 s |
| 13. | Gold Mouth Speaks                         | 24 s       |
| 14. | Matrix                                    | 4 min 17 s |